# Saint-Parres-aux-Tertres
Saint-Parres-aux-Tertres – miejscowość i gmina we Francji, w regionie Grand Est, w departamencie Aube.
Według danych na rok 1990 gminę zamieszkiwało 2615 osób, a gęstość zaludnienia wynosiła 221 osób/km².